# Gerhard Kucki
Gerhard Kucki (* 21. März 1945 in Mattighofen) ist ein ehemaliger deutscher Badmintonspieler aus Mülheim an der Ruhr.
Er gewann im Verlauf seiner sportlichen Karriere zahlreiche nationale und internationale Titel und war Spieler der deutschen Badmintonnationalmannschaft. Vom Deutschen Badminton-Verband wurde Gerhard Kucki im Jahr 1976 mit der Leistungsnadel für sein 30. Länderspiel ausgezeichnet. Insgesamt absolvierte er 35 Länderspiele.
Seit 1971 ist Gerhard Kucki mit Karin Kucki verheiratet und lebt in Mülheim an der Ruhr. Bis zu seiner Pensionierung im Jahr 2009 war er als Lehrer am Gymnasium Broich für die Fächer Sport und Erdkunde tätig. Weiterhin ist er als Tennisspieler bei einem Mülheimer Verein aktiv.

## Internationale Erfolge
- All England: 3. Platz im Herrendoppel (1972)
- Swedish Open: 1. Platz im Herrendoppel (1974)
- French Open: 1. Platz im Herrendoppel (1968) gemeinsam mit Horst Lösche
- Europa-Cup: 2. und 3. Plätze mit dem 1. BV Mülheim an der Ruhr (1978–1980)
- Badminton-Europameisterschaft 1972: 3. Platz im Herrendoppel zusammen mit Wolfgang Bochow und 3. Platz mit der deutschen Mannschaft im Team-Wettbewerb

## Nationale Erfolge
- Deutsche Meisterschaften:
  - Herreneinzel: 1. Platz (1971), 2. Platz (1968)
  - Herrendoppel: 1. Platz (1969, 1971, 1972, 1973), 2. Platz (1970, 1974, 1975, 1977, 1982)
  - Mixed: 1. Platz (1971), 3. Platz (1983)
- 13-facher Deutscher Mannschaftsmeister in ununterbrochener Reihenfolge mit dem 1. BV Mülheim an der Ruhr (1968–1980)
- Deutsche Hochschulmeisterschaften: 1. Platz im Herrendoppel (1971)